# 1984 en Lorraine
Chronologie de la Lorraine
- 1980
- 1981
- 1982
- 1983
- 1984
- 1985
- 1986
- 1987
- 1988

Cette page est une liste d'événements qui se sont produits durant l'année 1984 en Lorraine.

## Événements

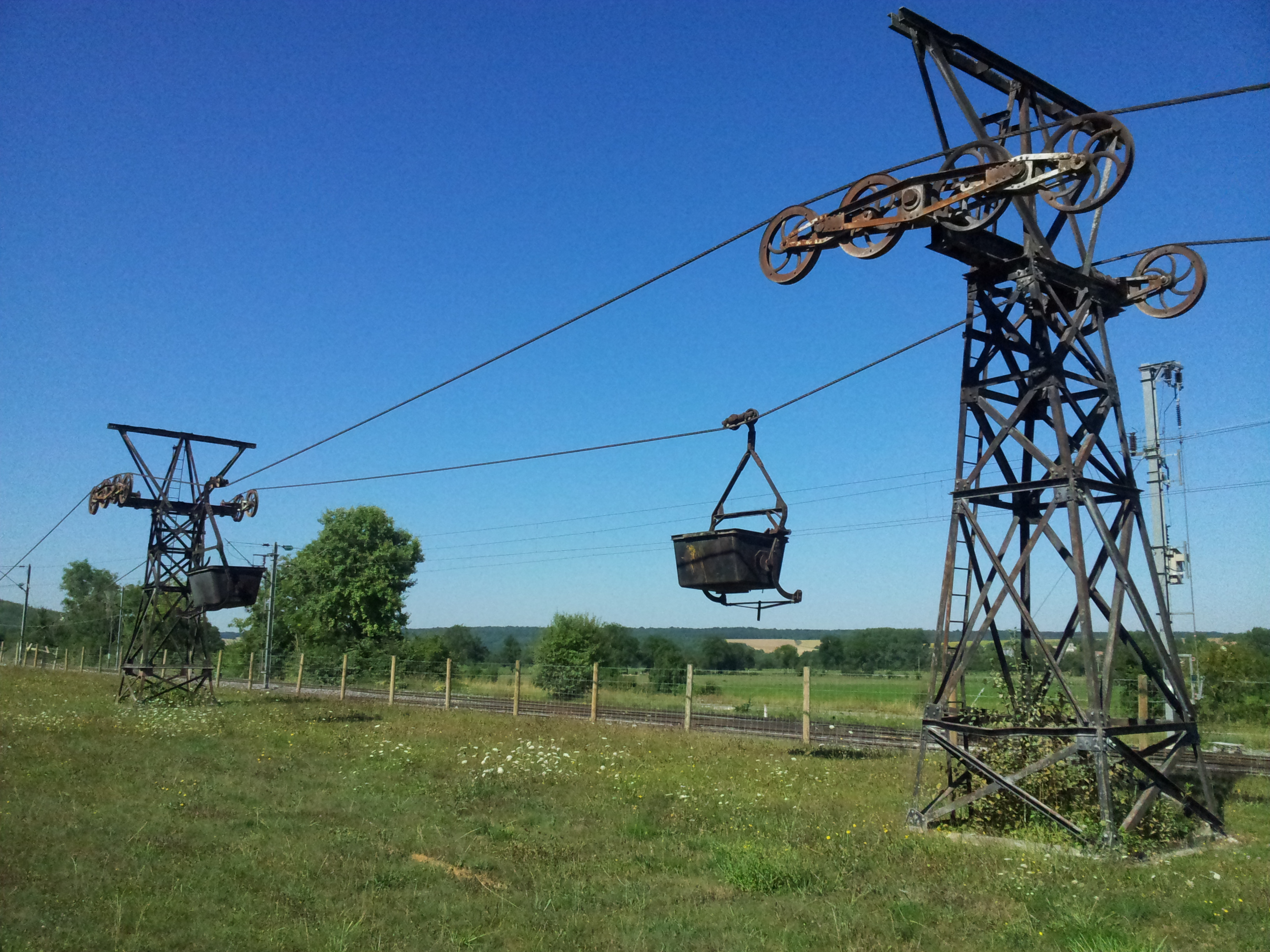
Vue d'ensemble de deux pylônes et deux bennes du TP Max exposés à l'entrée de la carrière Solvay de Saint-Germain-sur-Meuse

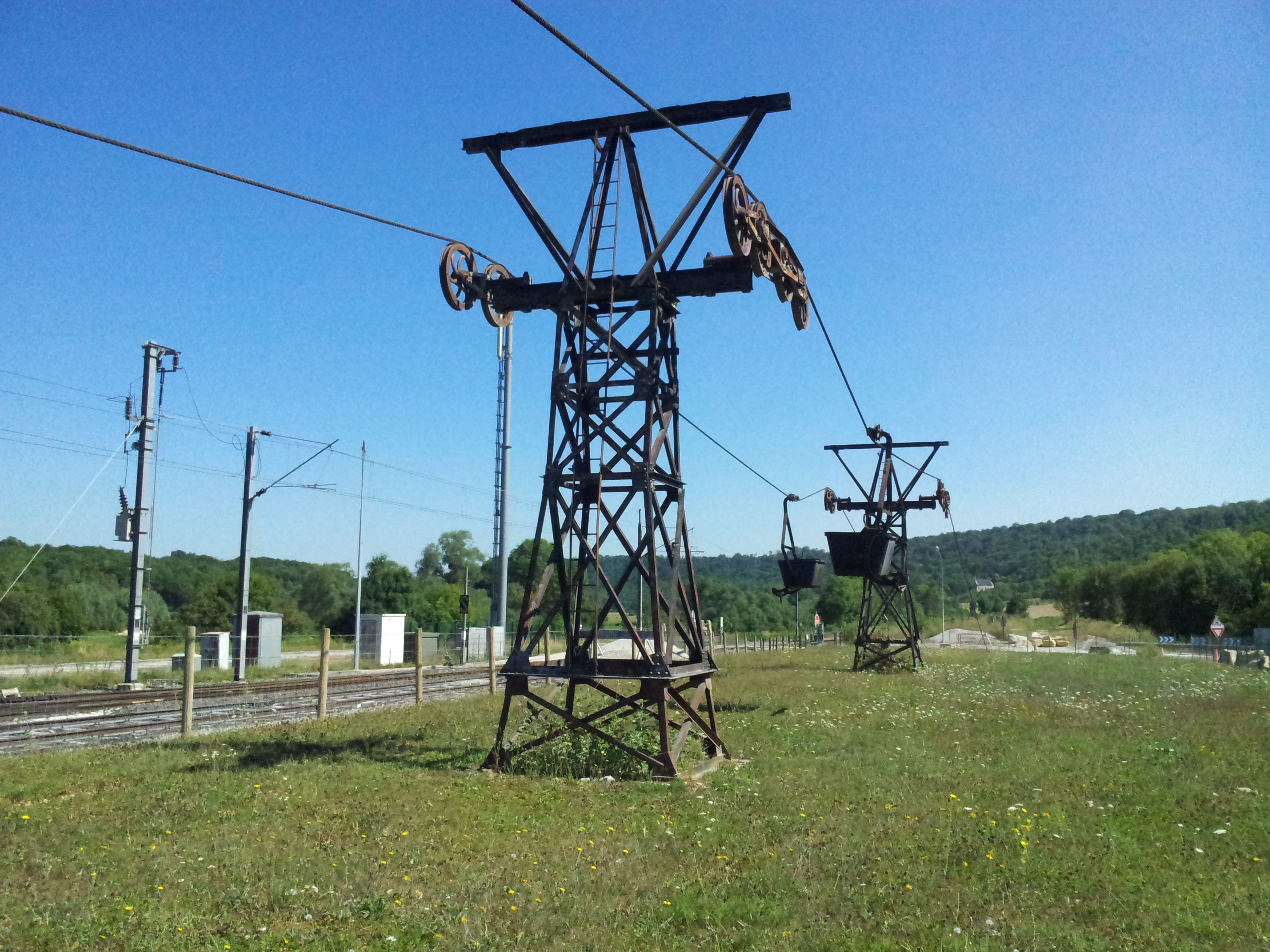
Vue d'ensemble sous un autre angle

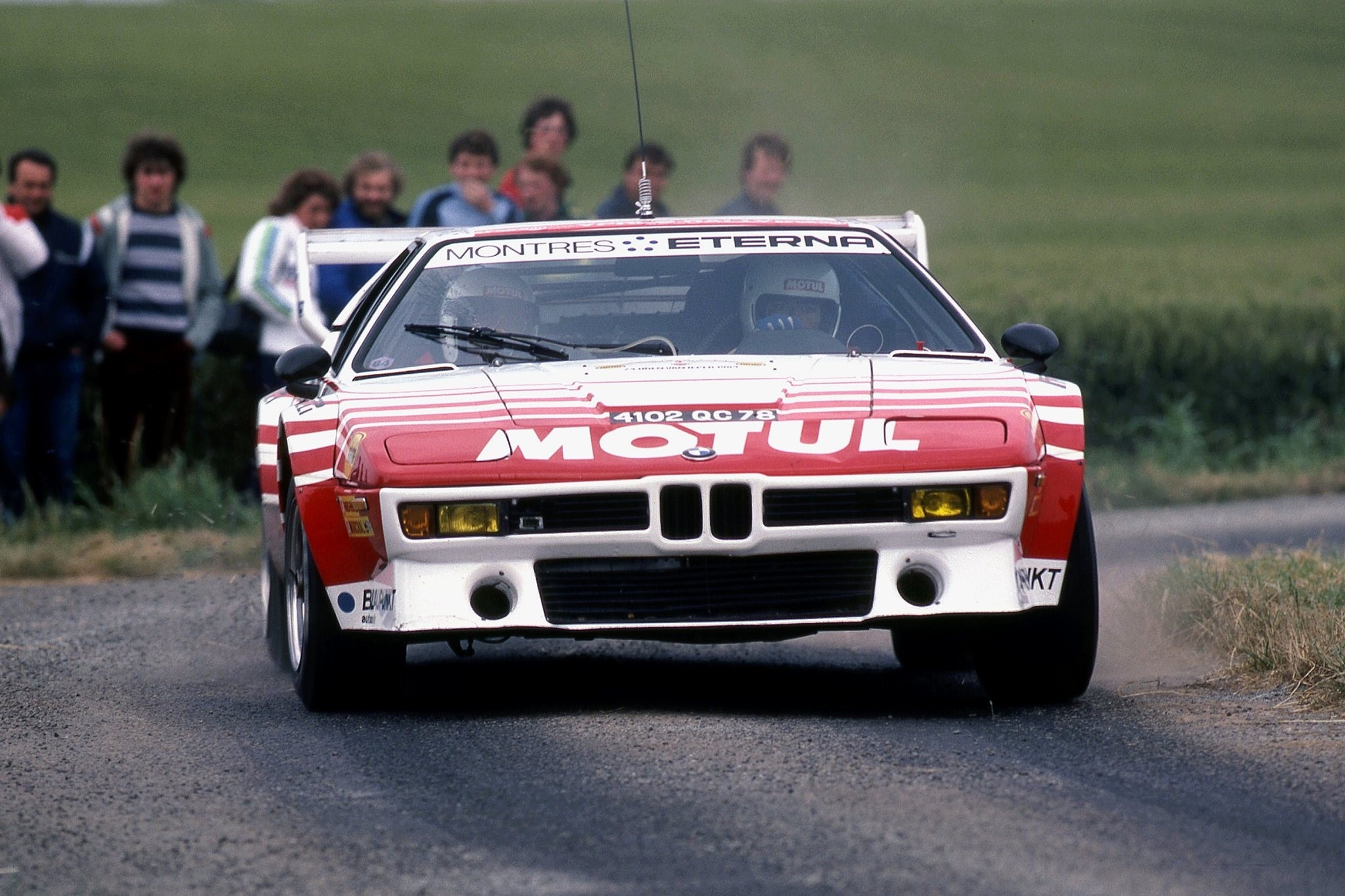
La BMW de Bernard Béguin au Rallye d'Ypres

- Philippe Jeannol et José Touré, nés à Nancy; Jean-Philippe Rohr né à Metz; Jean-Claude Lemoult né à Neufchâteau, remportent la médaille d'or olympique en football, avec l'équipe de France[1].
- Fin de l'exploitation du transporteur aérien Maxéville-Dombasle, surnommé TP Max, était une ligne de transport par câble aérien industrielle et privée de 18 kilomètres qui a fonctionné de 1927 à 1984 dans la région de Nancy en Lorraine. Elle assurait le transport du bâlin (calcaire oolithique du Bajocien supérieur) issu des carrières de Maxéville jusqu'à l'usine Solvay, située à Dombasle-sur-Meurthe, pour produire du carbonate et du bicarbonate de sodium selon le procédé Solvay. Outre sa longueur, le TP Max détient le record de durée de fonctionnement d'une telle installation (près de 60 ans).
- Jacques Chérèque est nommé préfet délégué à la reconversion industrielle de la Lorraine.
- Fermeture de la Mine de Piennes [2].
- Bernard Béguin et Jean-Jacques Lenne remportent le rallye de Lorraine sur une BMW M1[3].
- Fondation à Laxou de la Fédération nationale des associations de personnel de La Poste.
- Première victoire en Coupe de France du FC Metz face à l'AS Monaco.
- Exploit du FC Metz face à Barcelone. Opposé au FC Barcelone en Coupe des Coupes, le FC Metz s'impose 4-1 au Camp Nou après avoir perdu 4-2 à l'aller à Saint Symphorien.
- Découverte, près de Nancy, d'un important site d'exploitation de la minette remontant aux VIIIe – Xe siècles[4].
- Ouverture de l'autoroute Nancy-Dijon[5].
- Création de Metz technopole[6].

- Mars  annonce d'un nouveau plan acier[6] prévoyant la fermeture des sites de Pompey, Knutange et d'Usinor-Longwy. le nombre d'emplois supprimés est de 8500 sidérurgistes[5].
- 12 mars : Ramesh Krishnan remporte le tournoi de tennis de Lorraine.
- 20 mars : en protestation à l'annonce de la fermeture de l'usine de Neuves-Maisons, les sidérurgistes déversent 1200 tonnes de minerai sur la voie ferrée Nancy-Mirecourt[5].
- 13 avril : protestation contre le plan acier : manifestation de 50000 lorrains à Paris entre le Champ(de-Mars et la place de la Nation[5].
- 23 avril : FR3 Radio Nord-Est devient Radio Nord-Est, puis Radio France Nancy.
- Mai : création de Musique Action International, qui deviendra le Festival Musique Action, au Centre culturel André Malraux de Vandœuvre-lès-Nancy[7].
- 3 mai : Nomination de Jacques Chérèque au poste de préfet pour le redéploiement industriel[5].
- 11 mai : victoire du Football Club de Metz en finale de la Coupe de France, 2 buts à 0 contre l'AS Monaco[5].
- Août 1984 : Valérie Lupini est élue reine de la mirabelle[8].
- 22 septembre : Helmut Kohl et François Mitterrand main dans la main à l'occasion de la 70ème commémoration de la Bataille de Verdun[5]
- 8 octobre : le Château de Volkrange est classé monument historique[9].
- 16 octobre : meurtre du Petit Grégory.
- Décembre, Remiremont (Vosges) tremblement de terre de magnitude 4,6[10],[11].

## Inscriptions ou classements aux titre des monuments historiques

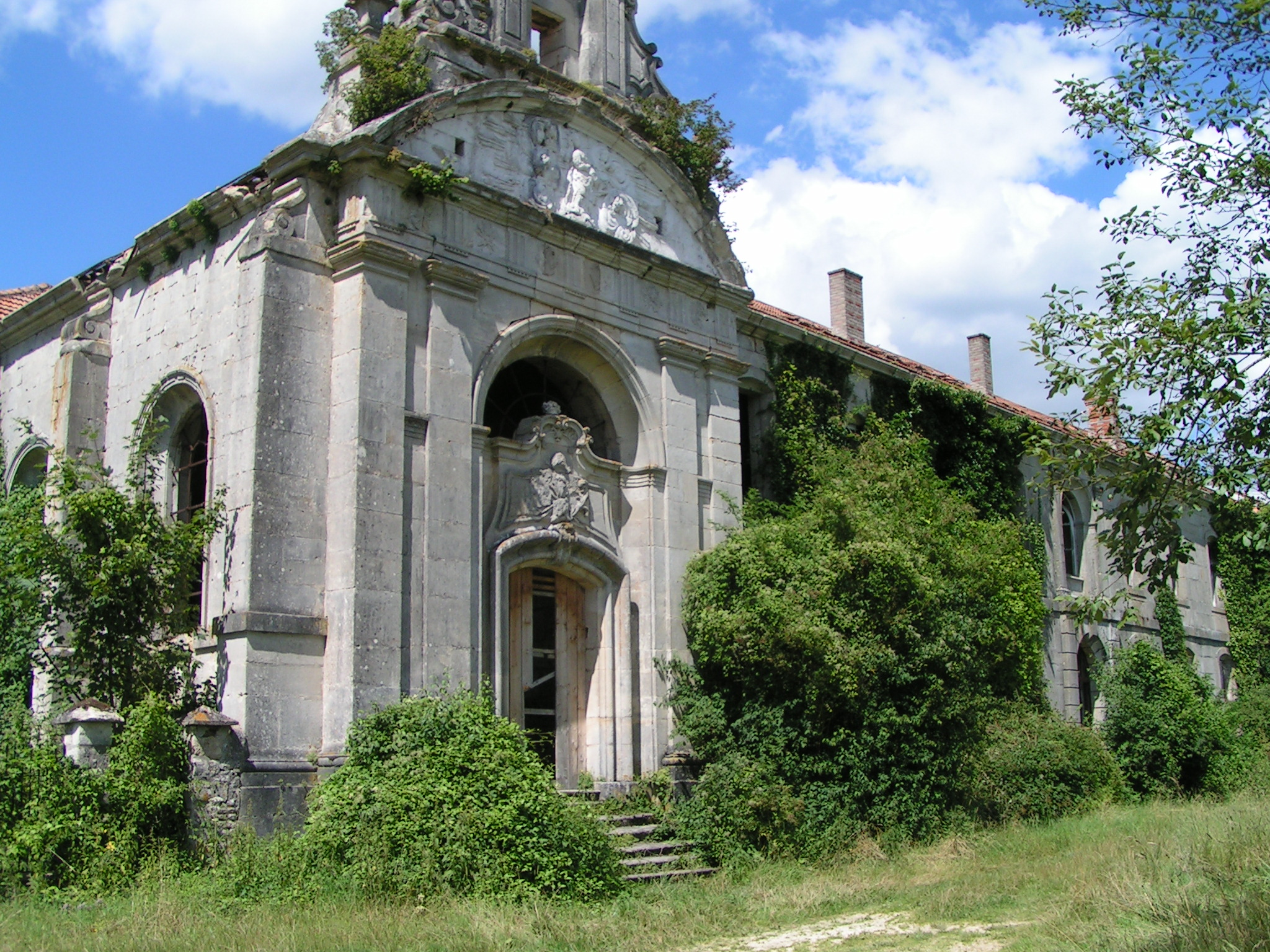
Abbaye de l' Etanche

- En Meurthe-et-Moselle : Pont sur le Sânon à Crévic[12], Hôtel d'Haussonville à Nancy[13], Château de Lenoncourt [14]; Synagogue de Nancy[15]
- En Meuse : Abbaye de l'Étanche[16], Église Saint-Menge de Trémont-sur-Saulx[17], Prieuré de Breuil à Commercy[18]
- En Moselle : Synagogue de Delme[19], Synagogue de Ennery[20], Château de Gendersberg[21], Château de La Grange[22], Église Saint-Nicolas de Munster[23], Verrerie de Lettenbach à Saint-Quirin[24], Synagogue de Sarrebourg[25]
- Dans les Vosges : Église Saint-Rémy de Vaux[26], Château de Darney[27], Basilique Saint-Pierre-Fourier de Mattaincourt[28], Château de Saulxures[29]

## Naissances

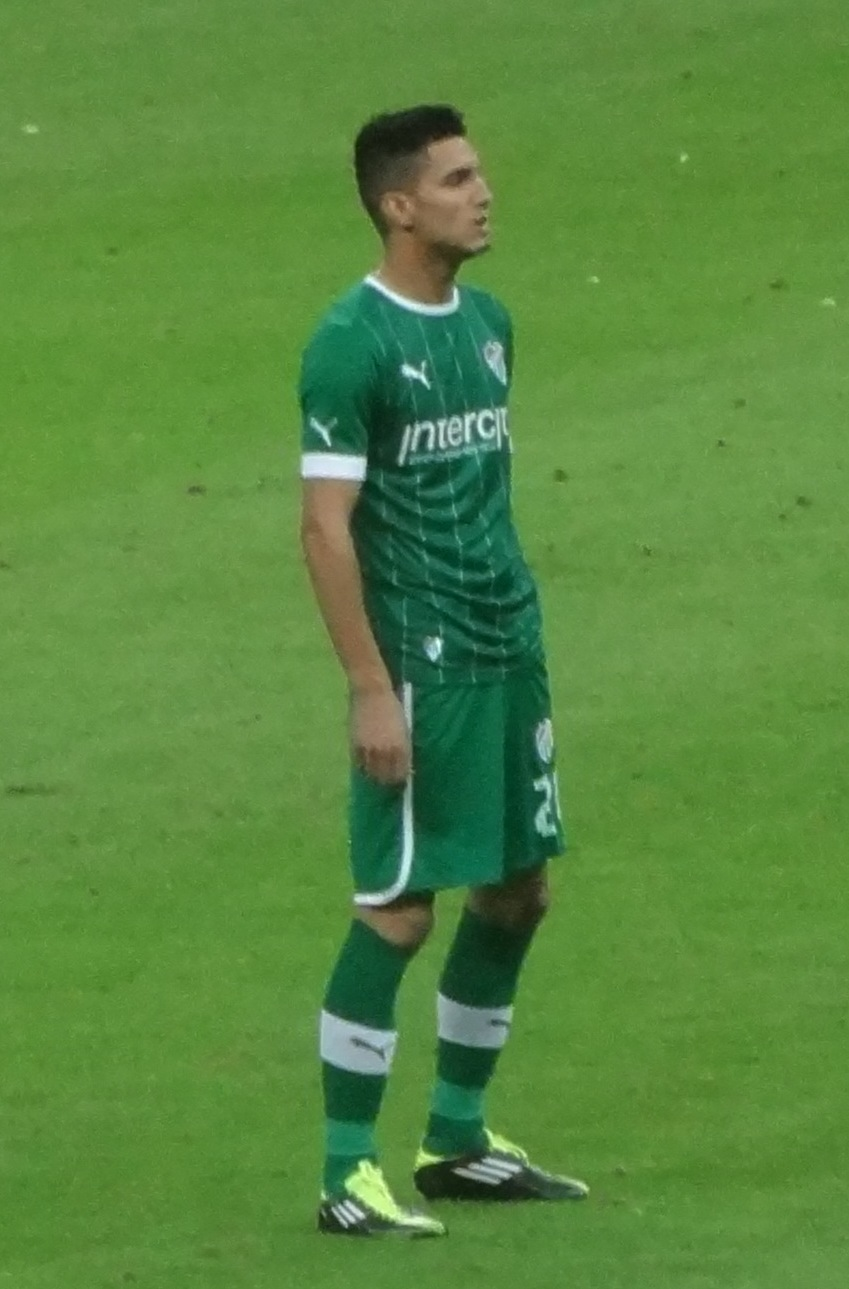
Michaël Chrétien Basser

- Anne-Sophie Brasme, écrivaine née en 1984 à Metz.
- 6 janvier à Metz : Louis Warynski, dit Chapelier fou, artiste de musique électronique.
- 6 février à Metz : Redouanne Harjane[30], humoriste, musicien et acteur français.
- 7 février à Épinal : Maxime Remy, sauteur à ski français.
- 17 février à Metz : Julia Cagé, économiste française spécialiste d'économie du développement, d'économie politique et d'histoire économique.
- 22 février à Remiremont : Sophie-Marie Larrouy, surnommée SML.[31], comédienne, humoriste, journaliste, scénariste et écrivaine française[32].
- 28 février à Remiremont : Rémy Absalon, pilote français d'enduro et de descente marathon (VTT), né à Remiremont. Il mène de front une carrière de pilote d'enduro et de chef d'entreprise avec sa société Irwego, organisatrice de séjours nature dans les Vosges.
- 11 mars : Anne-Cécile Mailfert, militante féministe et écrivaine française. Elle a été porte-parole puis présidente d'“Osez le féminisme !” et présidente fondatrice de la "Fondation des Femmes".
- 14 mars : Amandine Bouillot, archère française.
- 30 mars à Metz : Leïla Hadi, joueuse internationale algérienne de handball, évoluant au poste d'arrière.
- 15 avril à Thionville : Imaad Hallay[33], athlète français, spécialiste du sprint et du relais.
- 20 mai à Pont-à-Mousson : Pierre-Jean Peltier, rameur français pratiquant l'aviron. Sélectionné pour les Jeux olympiques d'été de 2008 à Pékin, il y a remporté la médaille de bronze du quatre de couple avec ses coéquipiers Julien Bahain, Jonathan Coeffic et Cédric Berrest.
- 2 juin à Forbach : Zacharia N'Diaye, handballeur français.
- 6 juin à Épinal : Estelle Vuillemin, cycliste française spécialiste du VTT.
- 3 juillet : Vincent Chaillet, danseur français. Premier danseur au sein du Ballet de l'Opéra national de Paris.
- 10 juillet : Michaël Chrétien (prononcé en français : /mi.ka.ɛl kʁe.tjɛ̃/), footballeur international marocain qui évolue au poste de défenseur latéral droit.
- 11 juillet à Nancy : Sébastien Renouard, footballeur français.
- 17 août à Friauville : Anthony Janiec, mort le 31 juillet 2022 à Albi, dans le Tarn, pilote français de courses de camion et de Formule 3. Il est trois fois champion de France de course de camion, deux fois champion de France de Formule 3 et était un compétiteur régulier des Championnats d'Europe de courses de camions où il obtient un podium en 2017 et une première place en 2018.
- 4 septembre à Thionville : Joris Di Gregorio, footballeur français évoluant au poste de attaquant.
- 27 septembre à Épinal : Christophe Bétard, coureur cycliste français champion du monde Xterra en 2015[34]. Il pratique le cyclisme en compétition, sur route, en cyclo-cross, et sur E-bike.
- 27 octobre à Nancy : Thibault Bazin, homme politique français.
- 9 novembre à Verdun : Antonin Boyez, athlète français, spécialiste de la marche.
- 10 novembre à Longeville-lès-Metz : Ludovic Obraniak, footballeur international franco-polonais reconverti entraîneur. Il évoluait au poste de milieu de terrain. Il devient consultant à la fin de sa carrière.
- 6 décembre à Thionville : Stéphane Haar, président de la Jeunesse ouvrière chrétienne (JOC) de 2009 à 2012.
- 14 décembre à Saint-Avold : Chadli Amri, footballeur international algérien. Il évolue actuellement au FC Freyming .

## Décès

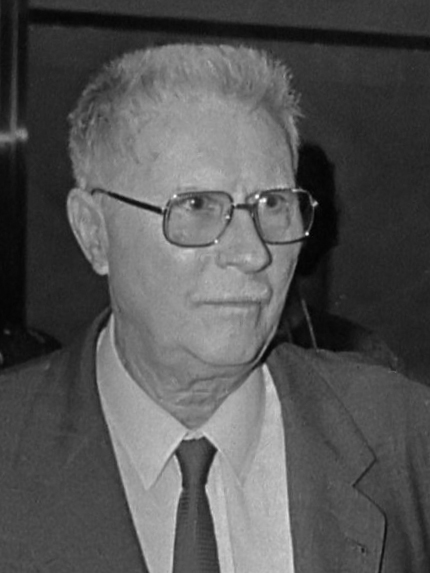
Jean Prouvé

- 6 janvier à Nancy : Jules Thiriet[35], né le 30 mars 1906 à Obreck dans le département de la Moselle, homme politique et député français.
- 25 janvier, à Nancy : Lucien Becker (né à Béchy, 31 mars 1911), poète français, ami de Léopold Sédar Senghor.
- 23 mars à Nancy : Jean Prouvé, né le 8 avril 1901 à Paris (14e arrondissement)[36], architecte et designer français.
- 22 avril à Lunéville : Henri Touzard né le 3 juillet 1894[37] à Auvers , coureur cycliste français. Il a participé à sept Tours de France en touriste-routier, de 1923 à 1930.
- 30 avril, à Metz : Aimé Duval (mieux connu sous le nom de Père Duval), né le 30 juin 1918 au Val-d'Ajol, dans les Vosges, prêtre jésuite français, chanteur-compositeur et guitariste, qui eut beaucoup de succès dans les années 1950 et 1960.